# Robertus Padtbrugge
Robertus Padtbrugge (Parijs, 1637 - Amersfoort, oktober 1703) was een medicus en koopman in dienst van de VOC. Hij werkte onder meer in Ceylon en was daarna gouverneur van Ternate (1677-1682) en Ambon (1682-1687). Hij was lid van de Raad van Indië in Batavia in 1687 en 1688 en keerde toen terug naar Nederland. Hij vestigde zich in Amersfoort en werd daar in 1694 lid van de vroedschap.

## Naar de Oost

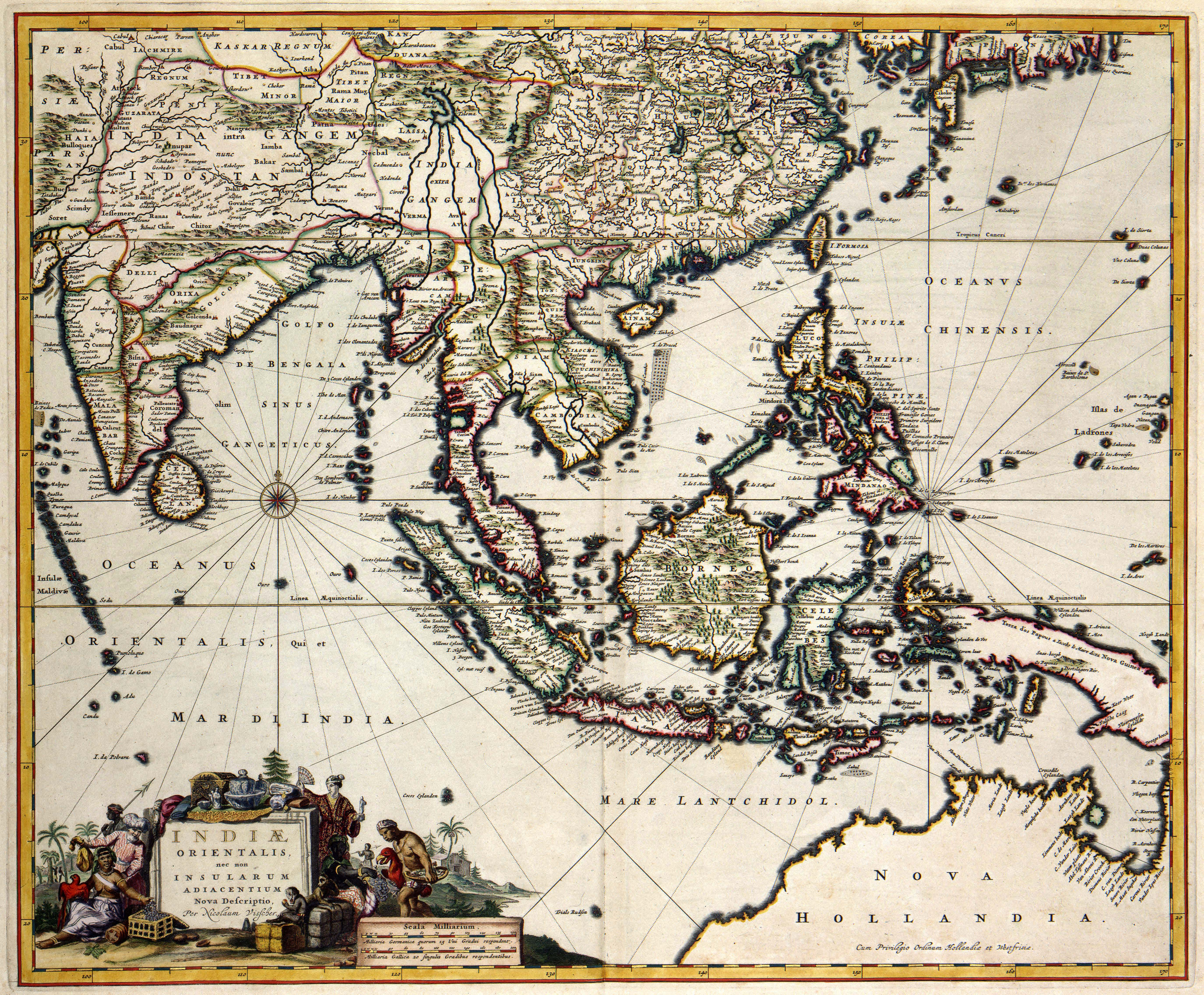
Kaart van Azië van ca. 1690.

Robertus Padtbrugge stamde uit een familie die oorspronkelijk uit Henegouwen kwam en Pattebreucq heette. Na een verhuizing naar Brussel ca. 1585 ging een deel van de familie zich Patbrugge noemen. De ouders van Robertus, Herman Patbrugge en Johanna van den Heuvel, verhuisden van Brussel naar Parijs, waar ze zes kinderen kregen. Na de dood van Herman ca. 1640 verhuisde Johanna met de kinderen naar Amsterdam, waar ze lid werd van de Waalse kerk. De oudste zoon, Dionysius, maakte carrière als graveur, en ging in 1669 naar Stockholm in dienst van het Zweedse Hof. De ongeveer 8 jaar jongere Robertus ging in 1657 in Groningen filologie studeren. In 1660 maakte hij een reis naar Japan. In welke hoedanigheid is niet duidelijk. Vermoedelijk was het niet in dienst van de VOC, want in de archieven van die onderneming is hier niets over te vinden. Waarschijnlijk kwam hij samen met het opperhoofd van Dejima Joan Bouchelion op 3 september 1661 weer terug in Nederland. Daar ging hij in november medicijnen studeren in Leiden en promoveerde op 27 april 1663 tot doctor op het onderwerp ‘De Apoplexia’, oftewel beroerte. Op 1 september trouwde hij in Amersfoort met de daar wonende Catharina van Hoogeveen. Een maand eerder had hij dienst genomen bij de VOC-Kamer Amsterdam. Op 2 februari 1664 vertrok hij als onderkoopman op het schip ‘t Slot van Honingen naar Batavia, vergezeld van zijn vrouw en haar zus Johanna. Na een tussenstop van een maand aan de Kaap de Goede Hoop kwamen ze op 22 juli aan in Batavia. Hun pasgeboren dochter Johanna werd er op 31 juli gedoopt. Kort daarna vertrok Padtbrugge naar Ceylon, vermoedelijk met de vloot van Rijckloff van Goens die daar gouverneur werd. Enkele jaren eerder waren onder Van Goens' leiding in alliantie met de koning van Kandy Raja Singha II de laatste Portugezen van het eiland verjaagd, waardoor de VOC een monopolie op de productie van kaneel had gekregen.

## Ceylon

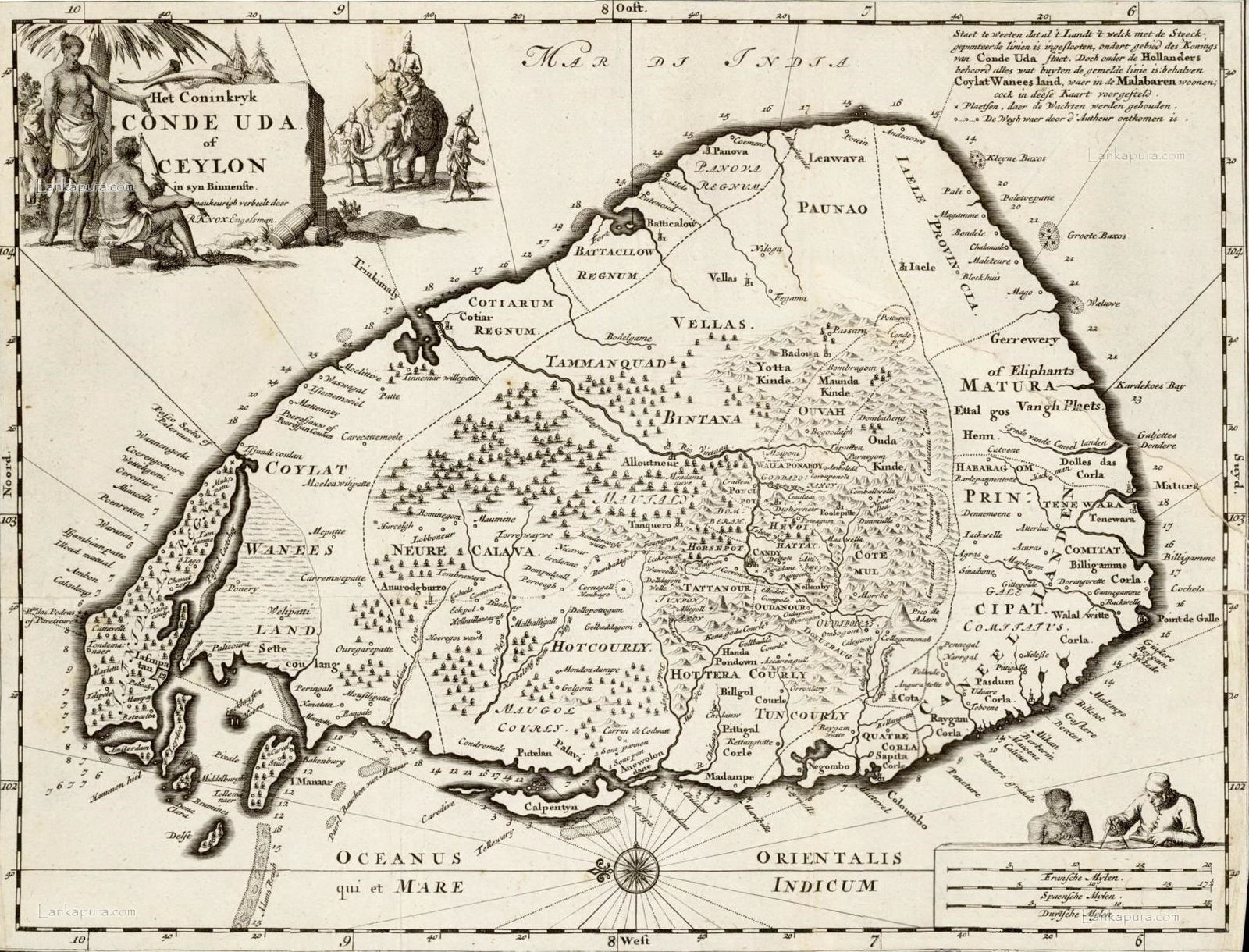
Ceylon.

In Colombo, het hoofdkwartier van de VOC in Ceylon, werd Padtbrugge lid van de Raad van Justitie en assistent van de zoon van Van Goens, Rijckloff van Goens de Jonge, bij het bestuur van de korle’s (districten) ten zuiden van Colombo. Vanaf januari 1668 vervulde hij die rol voor kapitein Hendrik van Reede tot Drakestein (een protegé van Van Goens senior). Hij schreef enkele rapporten over ‘diversche mineralen, cruijden, medicinen etc.’ die naar de Raad van Indië in Batavia en naar de Heren XVII werden gestuurd en die gewaardeerd werden. Maar al snel vond hij dat het niet opschoot met zijn loopbaan. In een brief van 16 januari 1667 aan Johan de Witt, die verwant was aan de familie van zijn vrouw, klaagde hij over de willekeur in het personeelsbeleid: ‘Den ellendigen Padtbrugge alleen is en blijft ondercoopman ende dat noch de minste van alle andere. Soo datter geen bevorderinge en is dan voor de indische heren haer zoonen, neven en gunstelinge uit goede insichten’. Zijn klachten hadden effect, want in februari werd hij door Van Goens in de rang van provisioneel koopman aangesteld als opperhoofd van de VOC-factorij in Basra.
Op 11 mei kwam Padtbrugge aan in Gamron, waar het hoofdkantoor voor Perzië zich bevond. Hier vernam men geruchten over een op handen zijnde oorlog met de rond Bagdad oprukkende Ottomaanse Turken, zodat besloten werd de meegebrachte handelswaar in Gamron te verkopen en weer terug te varen naar Colombo. Zijn benoeming ging dus niet door. Ook een benoeming eind 1667 tot opperhoofd van Cuilon aan de Malabarkust ging niet door omdat de Heren XVII de voorkeur gaven aan Gelmer Vosburgh. Ergens vóór juni 1668 werd hij benoemd tot hoofd van het soldijkantoor in Colombo, een belangrijke post. In januari 1669 vertrok vanuit Ceylon een retourvloot van vier schepen onder leiding van Rijckloff van Goens de Jonge naar Nederland. Padtbrugge met zijn vrouw en twee kinderen ging mee. Zijn contract van 5 jaar was nog niet helemaal uitgediend maar vanwege ziekte van Catharina mocht hij een half jaar eerder terug. Begin augustus arriveerde de vloot bij Texel.

## Nogmaals Ceylon
Eenmaal in Nederland wilde Padtbrugge een nieuwe aanstelling bij de VOC. Vermoedelijk geholpen door zijn connectie met Johan de Witt werd hij op 3 september 1670 door de Heren XVII benoemd tot opperkoopman in Ceylon onder Rijckloff van Goens de Jonge, die zijn vader zou opvolgen als gouverneur. Op 13 oktober vertrok een vloot van zes schepen van Texel met Van Goens als admiraal op de Brederode en Padtbrugge als vice-admiraal op de Sparendam. Na een lange en moeizame reis arriveerden ze op 4 juli 1671 in Colombo. Padtbrugge hield op de reis een dagregister bij. Hieruit blijkt onder andere dat hij een destilleerketel aan boord had die zout water omzette in zoet water, 'schoon en liefflijck als 't beste bronwater dat men ter werelt soude konnen hebben'. Het vele brandhout dat er voor nodig was maakte echter een eind aan het experiment.
In Ceylon maakte hij van 20 juli tot 7 november met Van Goens een inspectiereis rond het eiland met de Brederode, waarbij Batticaloa, Trincomalee, Jaffna, Mannar en Calpentijn werden aangedaan. Hij maakte daarna deel uit van de Politieke Raad van Colombo en was daarin zesde in rang, na de dessaves van de verschillende districten.

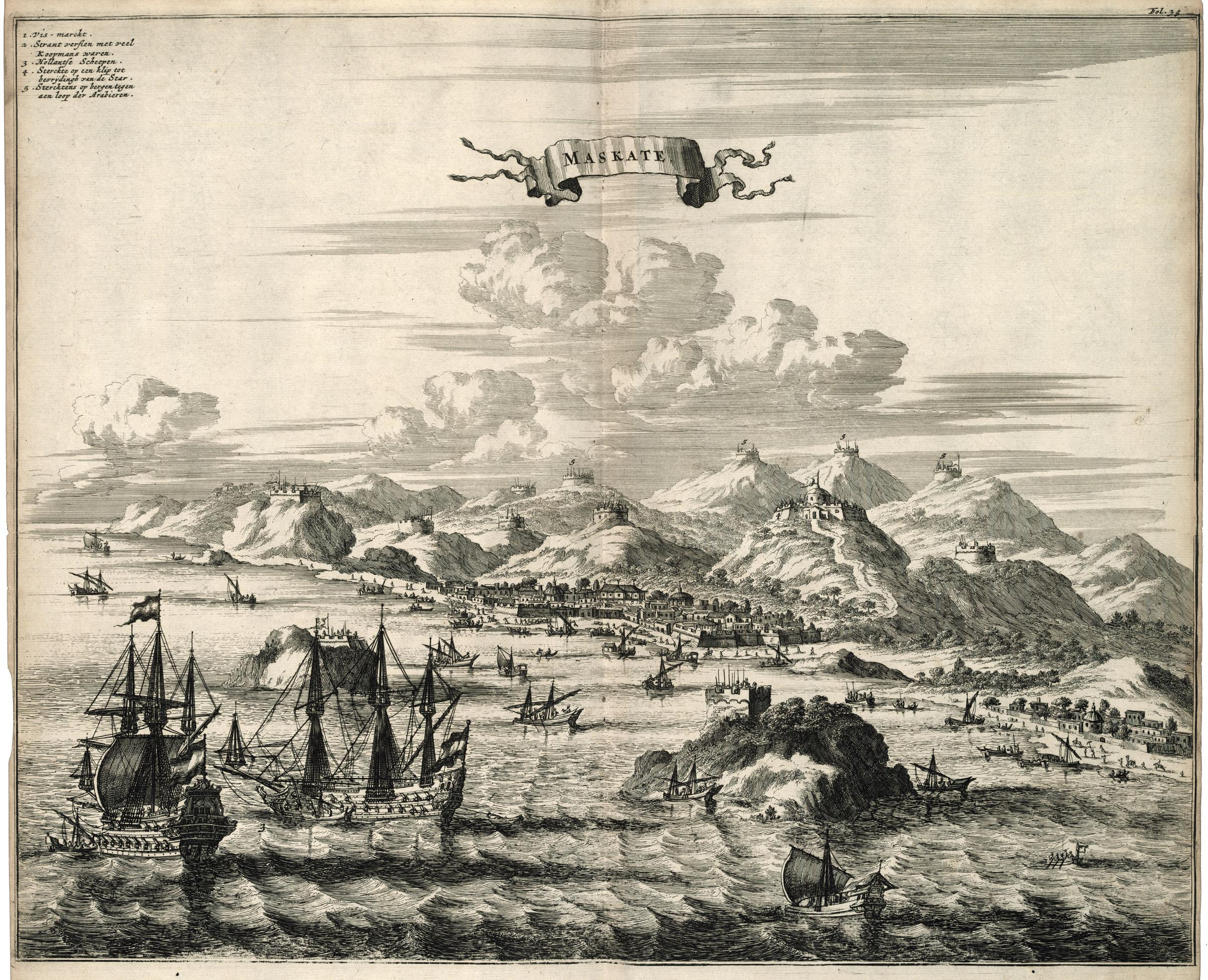
Muscat ca. 1670.

Ook Van Goens senior was nog in Ceylon in zijn rol van superintendent over de Westerkwartieren. Hij droeg Padtbrugge op om met een vloot onder leiding van Adriaen Roothaes en Laurens Pijl naar Maskate (Muscat) te gaan om een handelsverdrag te sluiten met de Imam, die daar belangstelling voor had getoond. Met vijf oorlogsschepen en een aantal koopvaarders vertrok de vloot in februari 1672 uit Colombo. Onderweg passeerde men het Perzisch Eskader uit Frankrijk, waarmee de Republiek op gespannen voet stond met grote kans op oorlog. Door ziekte en het kort daarna sterven van admiraal Roothaes kwam men er niet toe om dit eskader ‘op de hacken’ te zitten, zoals Padtbrugge het uitdrukte. Het Perzisch Eskader voer daarop door naar Trincomalee in een poging daar een basis te vestigen voor de Franse Oost-Indische Compagnie. Om die reden keerden de vijf oorlogsschepen terug, en bezocht Padtbrugge later dat jaar na een lange door windstiltes en ziektes geplaagde reis met slechts drie schepen Muscat. Hij reisde naar het hof van de Imam in Nishia (Nizwa) in het binnenland. Een zware tocht door ‘onlijdelycke’ hitte. Na twee dagen reizen kwam uit de tegenovergestelde richting de Imam met zijn gevolg die zonder te stoppen voorbij reed naar Muscat. Padtbrugge ging daarom weer terug naar Muscat en had daar op 28 juni een ontmoeting met de Imam. Die bleek niet zo zeer geïnteresseerd te zijn in handel maar vooral in hulp van de VOC bij de strijd tegen de Portugezen. Omdat Padtbrugge de opdracht had de Compagnie niet in oorlogen te betrekken en er vrede was met Portugal keerde hij onverrichter zake (met 'de kous opt hooft') terug naar Ceylon. De onderkoopman George Wilmson bleef in Muscat achter om de Compagnie voorlopig op de hoogte te kunnen houden van de ontwikkelingen in Arabië. Op 1 september overhandigde Padtbrugge aan Van Goens een rapport over zijn ‘verrichtinge in Musquette ende ontrent den IJman ofte Keurvorst vant steenich Arabia’. 

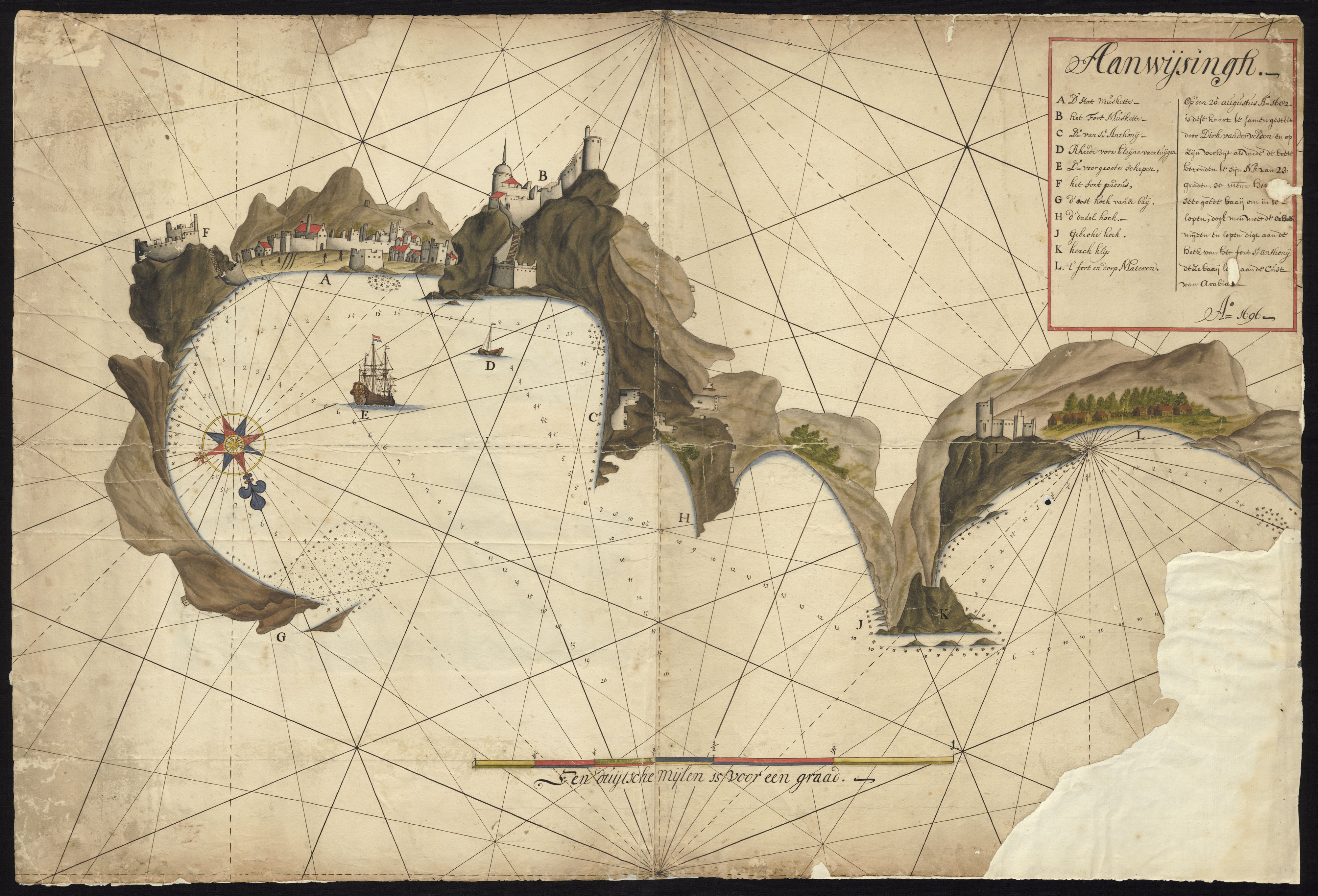
De baai van Muscat in 1682.

Padtbrugge nam weer zitting in de raad van Colombo, maar wekte wrevel door vol te houden dat hij daarin een hogere rang hoorde te hebben. Hij diende daarna kort als provisioneel opperhoofd van Tuticorijn, gelegen aan de Coromandelkust van India, maar vallend onder het bestuur van Ceylon en belangrijk voor de rijstimport. In de loop van 1673 verhuisde hij naar Jaffna, waar hij dessave werd. Daar maakte hij ruzie met de commandeur Laurens Pijl, wiens gezag hij volgens Van Goens ondermijnde met ‘bedenckelijcke strippelingen, hacketterijen en spotterijen’. Hij werd toen teruggehaald naar Colombo. Omdat men ‘geen onnutte dienaren van soo grooten qualiteijt lijden kon’ werd in de raad van Colombo besloten hem ‘met d’eerste occagie nae ‘t patria te demitteren’. Ook de Heren XVII vonden dat hij maar terug moest komen. Padtbrugge was daartoe niet ongenegen maar hij kwam, bedoeld of niet, te laat voor de retourvloot naar Nederland vanuit Galle van januari 1675. In plaats daarvan vertrok hij met het jacht Kogge naar Batavia, waar hij op 17 oktober aankwam. Het is goed mogelijk dat Padtbrugges problemen in Ceylon niet alleen te wijten waren aan zijn uiting van onvrede over het verloop van zijn carrière maar ook aan zijn kritiek op de geldverslindende expansionistische politiek van Van Goens en zijn zoon. Die uitte zich vooral door de bouw van forten met kostbare garnizoenen in het binnenland om druk te zetten op Raja Singha. Ook stonden de Van Goensen er om bekend geen tegenspraak te dulden. Hun politiek werd aanvankelijk gesteund door de Heren XVII, terwijl de Raad van Indië in Batavia er tegen was.

## Batavia

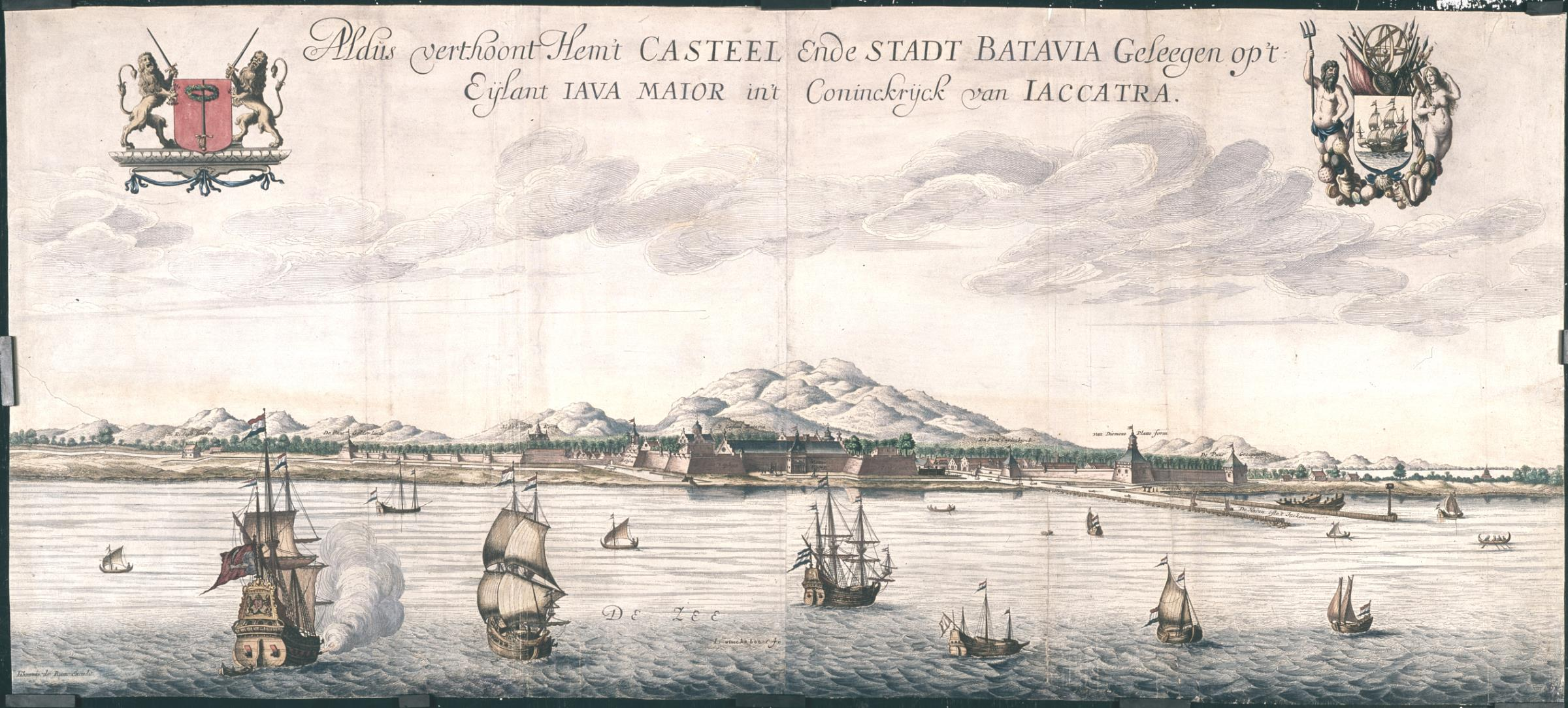
Batavia.

Padtbrugge verbleef meer dan een jaar in Batavia, maar wat zijn bezigheden daar waren is niet bekend. Ook Van Goens senior ging in 1675 terug naar Batavia als directeur-generaal, tweede in rang in de Raad van Indië, wat Padtbrugges carrière niet bespoedigd zal hebben. In 1676 kwam de post van gouverneur van Ternate vacant, waarop meerdere mensen solliciteerden. Op 1 december werd door gouverneur-generaal Maetsuycker en de Raad van Indië Padtbrugge benoemd, erop vertrouwende dat hij een ‘man van goet verstant, oordeel en beleijt’ zou blijken te zijn. Ook de Heren XVII hoopten dat hij zou laten zien wat ‘syn becomen kennisse en ervarentheyt schijnt te beloven’. Ternate was een moeilijke post, vanwege het ongezonde klimaat en de onberekenbare en wrede sultan Sibori Amsterdam, ofwel Koning Amsterdam, zo genoemd door zijn vader Mandersjah, een trouwe bondgenoot van de VOC. Sibori Amsterdam verkeerde op voet van oorlog met familieleden en edelen in zijn rijk. Sommigen waren naar Tidore gevlucht. Anderen, waaronder zijn zus prinses Gammelamme en haar man prins Alam, hadden hun toevlucht gezocht in Fort Oranje. Verwacht werd dat Padtbrugge Koning Amsterdam van ‘diens los, ongebonden, wild en woest leven zo mogelijk zou weten af te leijden’.
Padtbrugge maakte eerst nog deel uit van de raad van de expeditie van Cornelis Speelman naar Oost-Java om Trunajaya te bestrijden, maar vanaf Japara voer hij met zijn gezin op 23 januari met het jacht Sampson door naar Ternate. Onderweg deed hij Ambon aan, waar hij in februari overleg voerde met de gouverneur Anthonio Hurdt, die als 'commissaris van de oostelijke provincies' (de Molukken, Ambon en Banda) recent een bezoek had gebracht aan Ternate. Op 6 april 1677 kwam hij aan in Fort Oranje.

## Gouverneur van Ternate

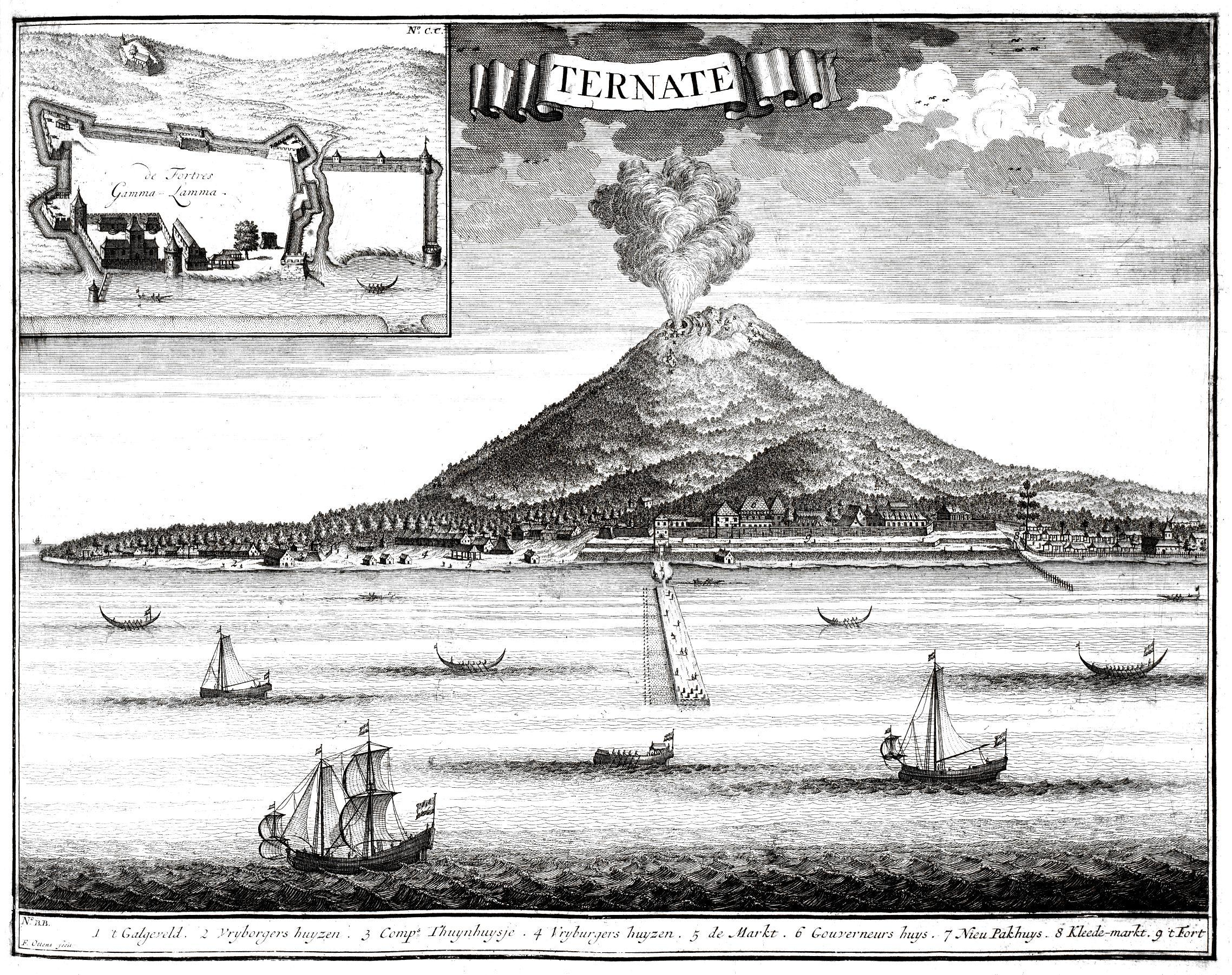
Ternate.

Onder het rijk van de sultan van Ternate vielen alle eilanden van de noordelijke Molukken en een deel van noordelijk Celebes. De VOC handhaafde er een kruidnagelmonopolie door middel van een verdrag met de sultan (die daarvoor vergoed werd met een aanzienlijke jaarpremie) en het bestrijden van sluikhandel door het omhakken van illegaal geplante kruidnagelbomen.

### De verovering van Siauw
Padtbrugge wist Koning Amsterdam al snel te verzoenen met zijn tegenstanders. In mei werd ook vrede gesloten tussen Ternate en Buton. Eind 1677 maakte hij zijn eerste inspectietocht langs onder meer Tidore, Makian, Batjan, Ouby, Xulla (Sula), Tambocco, Toming, Gorontalo, Manado, Tugulanda, Siauw en Sangir. Er kwam een verdrag tot stand met Ternate's onderhorigheden Gorontalo en Limbotto op Noord-Celebes, die tegen Koning Amsterdam in verzet waren gekomen en liever onder bescherming stonden van de Compagnie. De schipper van de Vliegende Swaen, Jan van der Wall, vervaardigde op de reis nauwkeurige zeekaarten.

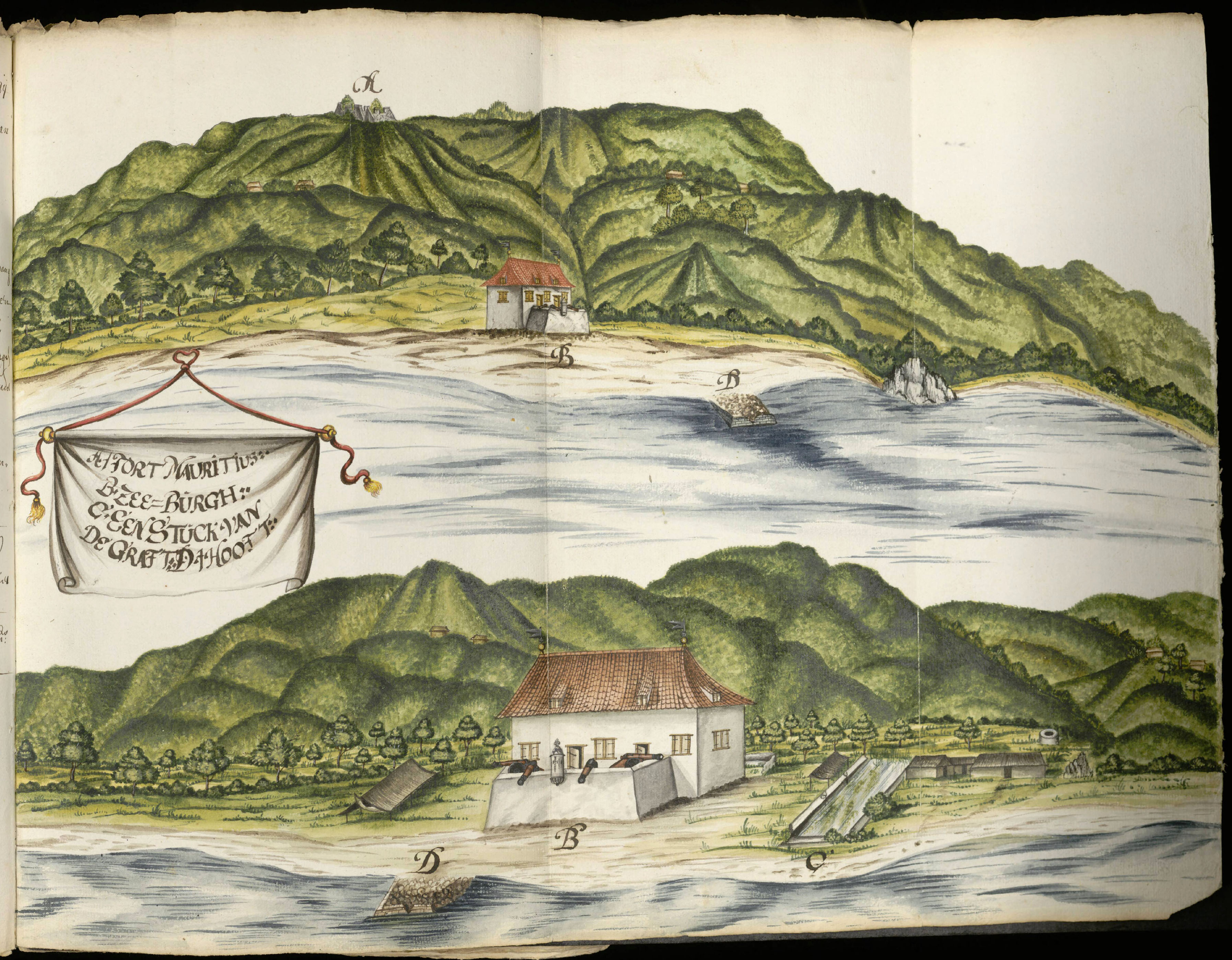
Fort Mauritius op Makian. Afbeelding in het rapport van Padtbrugge.

Eind oktober werd het eiland Siauw veroverd op de Spanjaarden. Dit gebeurde, vermoedelijk op instigatie van Padtbrugge, door een vloot kora-kora's van Ternate onder Koning Amsterdam, die een geschil had met de koning van Siauw over een vrouw. Padtbrugge met de Vliegende Swaen (met ook zijn vrouw en dochter aan boord) hoefde niet in actie te komen, wat ook de bedoeling was, aangezien Spanje destijds een bondgenoot van de Republiek tegen Frankrijk was. Nadat de Siauwers waren verslagen ontfermde Padtbrugge zich over de Spanjaarden en liet hen naar Ternate brengen, zodat ze Manilla voorlopig niet op de hoogte konden stellen. Op 9 november verzoenden de twee koningen zich aan boord van De Vliegende Swaen en werd een verdrag getekend tussen de VOC en de koning van Siauw, waarbij het eiland een leen werd van de VOC, verwijzend naar Hugo de Groots De iure belli ac pacis. In deze vaak toegepaste constructie kreeg de VOC als leenheer het nominaal gezag over een gebied terwijl de vorst als leenman feitelijk heer en meester bleef. Het doel van de VOC was niet bestuur maar handel. De aanplant van kruidnagelbomen op Siauw werd in het verdrag verboden. Hier en daar zichtbare bomen werden omgehakt. Aangezien de Spanjaarden hun houten fort in brand hadden gestoken werd een nieuw fort gebouwd dat Fort Maetsuycker genoemd werd.

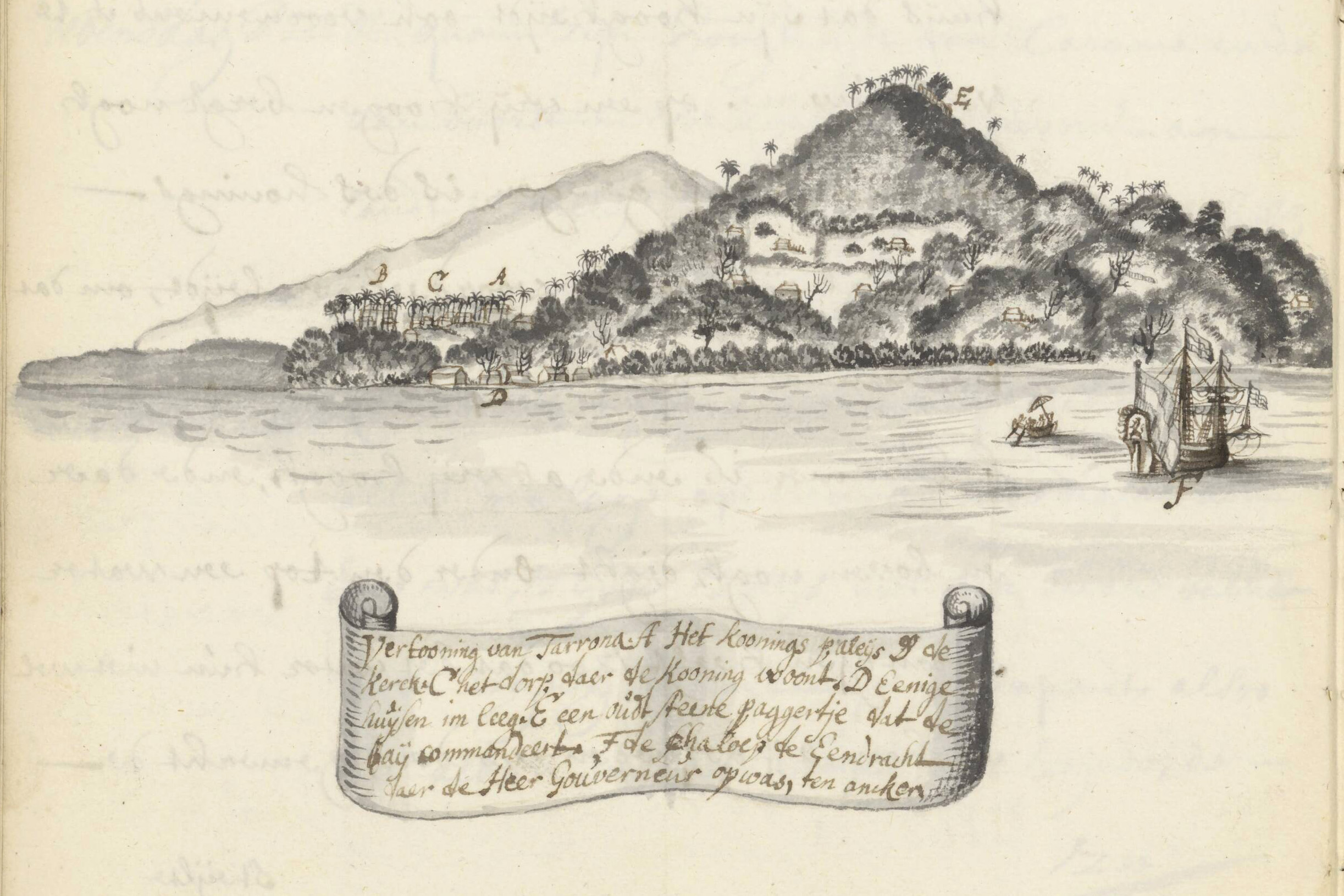
Het eiland Taroena, Afbeelding in het rapport van Padtbrugge.

Padtbrugge voer nog door naar Sangihe Besar. Ook de vorsten van Taboekan en Taroena wilden af van de heerschappij van Ternate. Ook zij gaven hun gebied over aan de VOC en kregen het weer terug als leen. Padtbrugge schreef een gedetailleerd rapport van de hele expeditie.

### Verdragen
Van augustus 1678 tot maart 1679 maakte Padtbrugge samen met Koning Amsterdam een tweede inspectietocht door de regio met een jacht, dat ook Amsterdam heette, en de chaloupen Eendracht en Roode Haen. Op 10 januari werd een verdrag gesloten met de stamhoofden van Manado op Celebes, die hun eigen despotische vorst hadden afgezet en liever de VOC erkenden als ‘wettich, eenig en eeuwig opperheer’. Dit verbond met wat later de Minahassa werd genoemd zou honderden jaren stand houden tot in de koloniale tijd. In januari 1929 werd in Manado een zuil opgericht ter herdenking van het 250-jarig bestaan ervan. Door het ontbreken van rendabele handelsproducten gaf het onderhouden van dit soort verdragen met behulp van personeel ter plaatse de Compagnie echter vooral onkosten, zodat, zo klaagden de Heren XVII in 1680, ‘alles op de nagelreeckening moet komen’. Padtbrugge schreef een uitgebreid verslag van zijn reis, met daarin ook een verhandeling over de volkeren op Noord-Celebes en de in de bergen levende Alfoeren, met hun door bloedwraak gedreven koppensnellen.

### Roerig Ternate

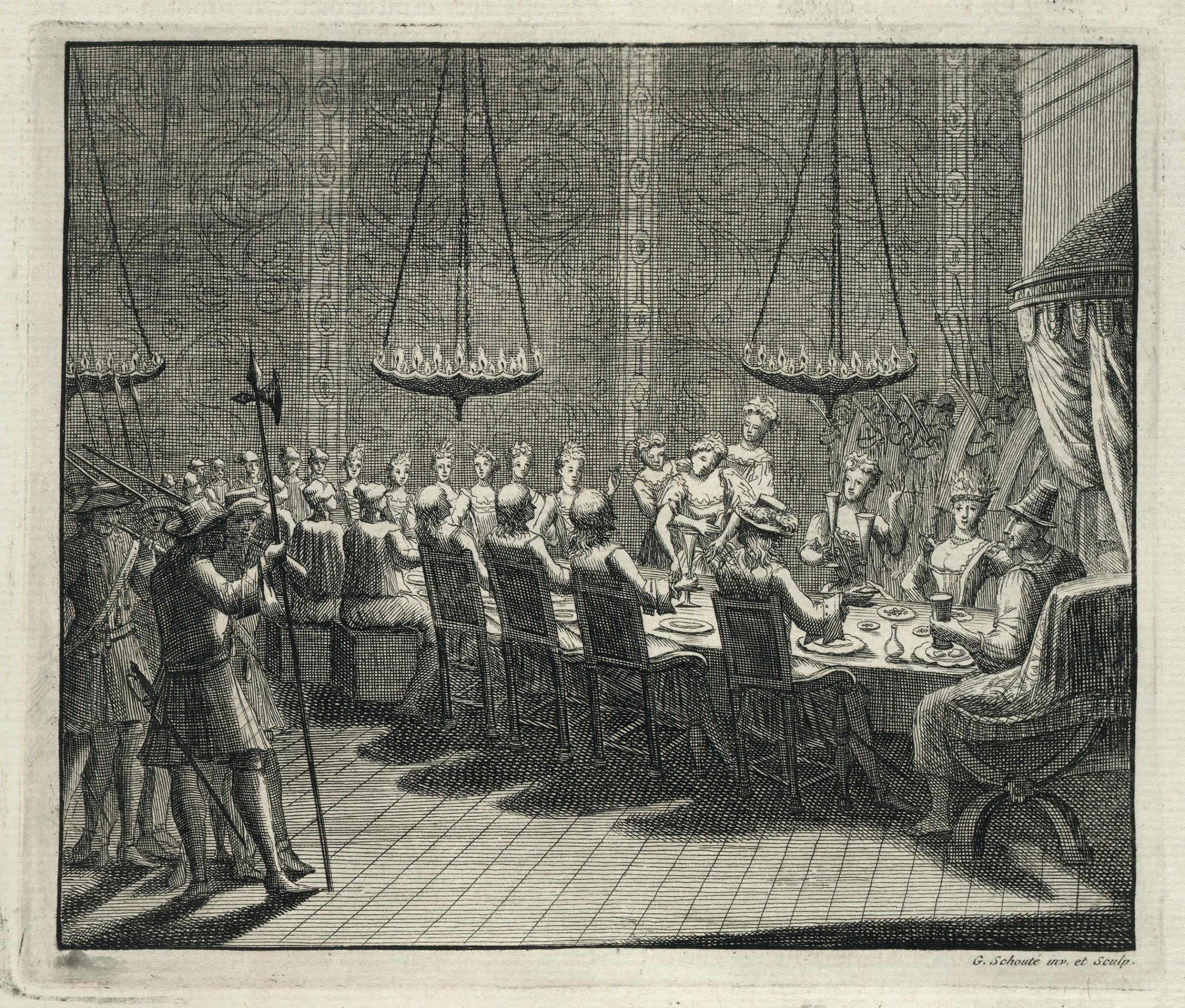
Johanna Padtbrugge wendt een flauwte voor tijdens de maaltijd met de sultan.

Eind mei 1679 keerde Koning Amsterdam zich tegen de VOC. Tijdens een feestmaal aan het hof kreeg Padtbrugge het vermoeden dat er een moordaanslag beraamd was op hem en zijn gezin en lijfwacht, maar hij wist tijdig naar Fort Oranje terug te keren (Johanna Padtbrugge deed alsof ze flauw viel en snel naar huis moest). Toen hij begin juni Koning Amsterdam verzocht naar Fort Oranje te komen vluchtte deze. Soldaten onder luitenant Cromhuysen vernielden daarna zijn residentie en staken enkele achtergelaten kora-kora's in brand. Hij bleek met zijn vloot te zijn overgestoken naar Halmahera, en liet weten 'den gouverneur Padbrugge, vermits hy sijn vrundt niet was, niet langer in Ternaten begeerde te hebben nochte te gedogen'. In november 1680 kwam Isaac de Saint-Martin met 150 'cloecke Nederlandse militaire coppen' uit Batavia om samen met de sultan van Tidore de opstand te helpen dempen, maar met slechts gedeeltelijk succes. In januari 1681 volgde nog de koopman Hendrik Crudop met de kapiteins Jan Mults en Jan Struys met 400 soldaten die aan de opstand definitief een eind maakten.
Padtbrugge maakte van oktober 1680 tot augustus 1681 een derde inspectietocht door de regio met het schip 't Wapen van Middelburg met ook soldaten onder Cromhuysen aan boord. Hij bezocht nu onder meer Makian, Sangi, Siauw, Manado, Bwool, Tolitoli, Gorontalo, Sula en Banggai. Op de tocht moest hij meerdere conflicten oplossen. Zo dwong hij vrede af in de oorlog van Gorontalo en Limbotto tegen Bwool, waarbij dorpen waren platgebrand en honderden mensen waren vermoord of meegevoerd als slaaf. In Manado 'waren de baloorige berghboeren door de heer Padbrugge oock scherp over den heeckel gehaalt, dogh de strandtboeren over hun muyterye etc. in een boete van verckens gedoemt'. Eind augustus werd Koning Amsterdam opgespoord door een groep soldaten onder leiding van luitenant Johannes Oliviers. Hij zat in een huis in het bos op Halmahera, niet ver van de redoute Oostenburg, in gezelschap van een van zijn vrouwen en twee slaven. Hij werd naar Fort Oranje gebracht, waar hij voor Padtbrugge verscheen 'zynde naakt, bloot en van alles berooft'. De secunde Jacob Lobs bracht hem over naar Batavia.

## Banda

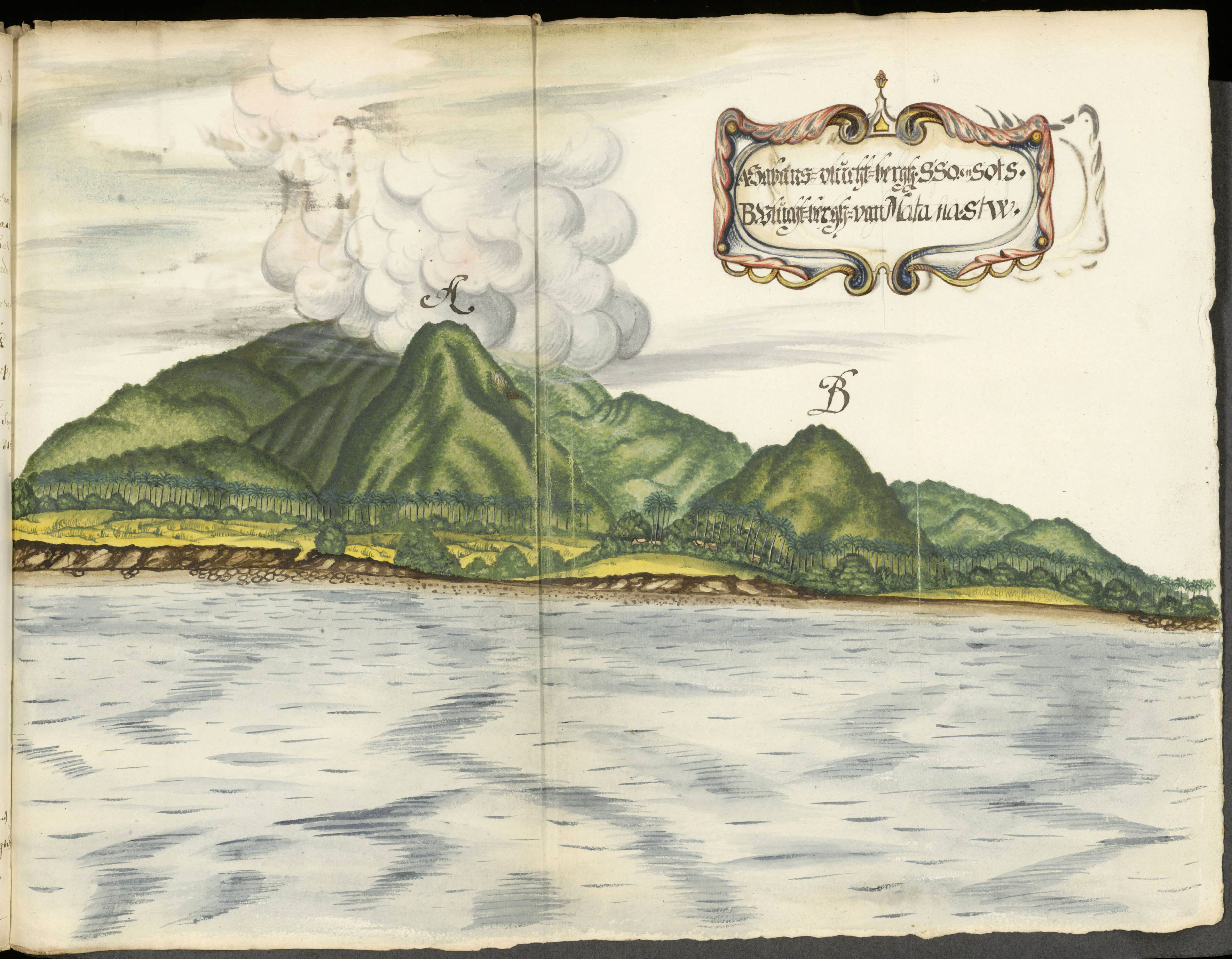
Eiland met bergen. Afbeelding in het rapport van Padtbrugge van 1682.

In Batavia, waar gouverneur-generaal Van Goens in november 1681 was opgevolgd door Cornelis Speelman (die Padtbrugge goed gezind was), bleek uit het verhoor van Koning Amsterdam dat met betrekking tot de opstand op Ternate Padtbrugge ‘geene oorsaacke tot eenige verwijderinge gegeven heeft’ en ‘ter contrarie zijnen goeden ijver voor Uw Hoog Edelen interest in alle maniere heeft doen blijcken’, zo schreef de Raad van Indië in maart 1683 aan de Heren XVII. Die waren niet blij geweest met de opstand, gezien ‘hoe ongelegen het de E. Comp. is onlusten, ja oorlogen met hare oude en trouwe bondtgenoten te moeten aenvangen’.

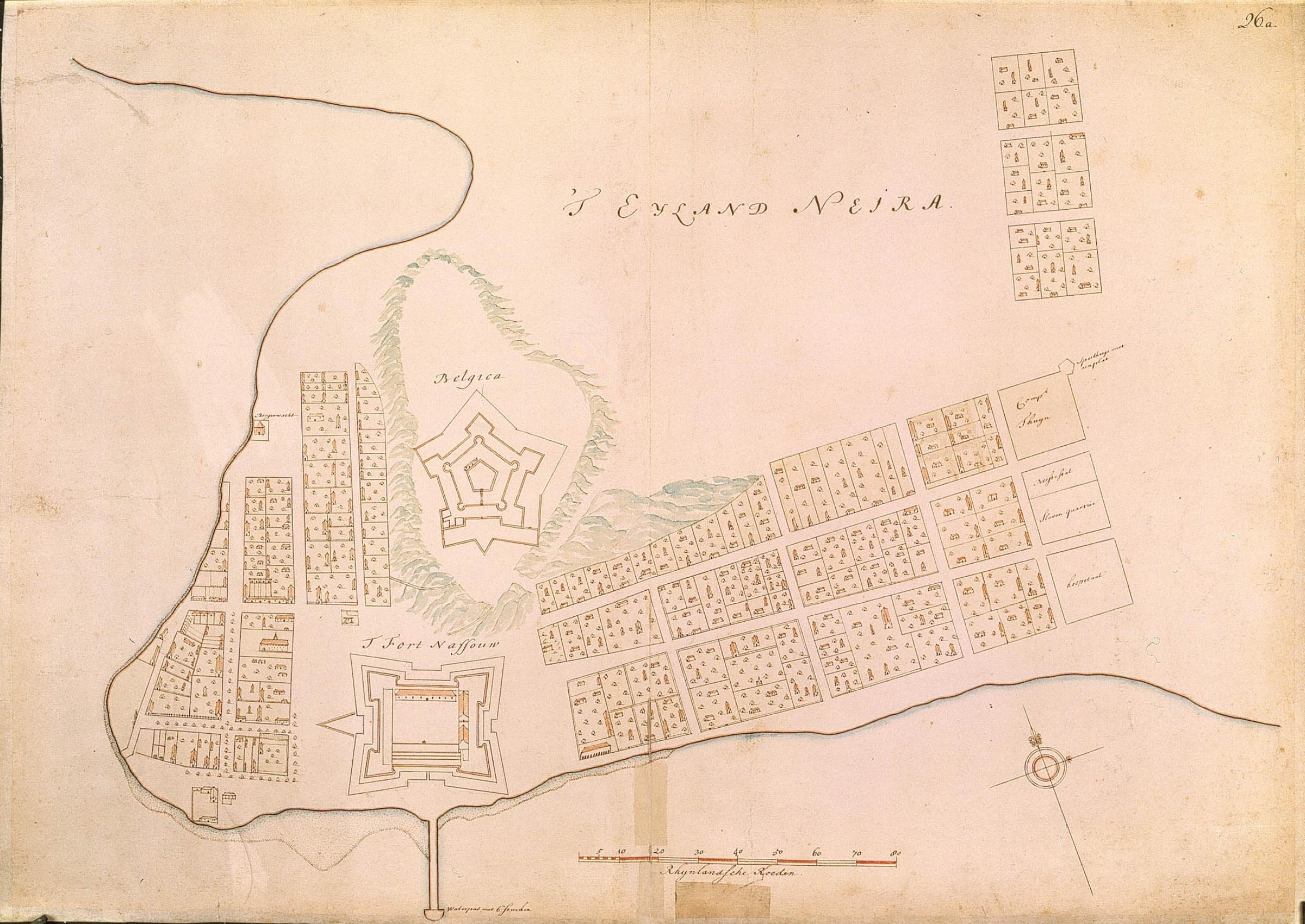
De forten Nassau en Belgica en perken met nootmuskaatbomen op Banda Neira.

Op 30 januari 1682 benoemde Speelman Padtbrugge op zijn verzoek tot gouverneur en directeur van Ambon, als opvolger van de vertrekkende Robert de Vicq. Een aanvankelijke benoeming tot gouverneur van Banda werd herroepen. Bovendien werd hij commissaris van de drie oostelijke provincies. Als secunde op Ambon kreeg hij Jeremias van Vliet, die de zieke Crudop verving. Van Vliet was een zoon van de vroegere raad van Indië Jeremias van Vliet en Catharina Sweers, zuster van de raad van Indië Salomon Sweers. Hij had in 1678 als treinmeester deelgenomen aan de veldtocht naar Kediri van Anthonio Hurdt. Van Vliet zou Padtbrugge als gouverneur voorlopig waarnemen omdat deze op weg naar Ambon als commissaris eerst Banda moest inspecteren. Op 9 mei sloot hij nog een verdrag met de koning van Batjan, die de Compagnie een aantal kleine eilanden verkocht. Op 2 september vertrok hij met zijn gezin naar Banda na het overhandigen van een 'memorie van overgave' aan zijn opvolger Jacob Lobs. Deze memorie, met een beschrijving van Ternate, werd nog jarenlang gebruikt als naslagwerk, onder andere door Pieter van Dam in zijn Beschrijvinge van de Oostindische Compagnie uit 1701. Informatie uit Padtbrugges rapporten werd ook opgenomen in François Valentijns Beschrijving der Moluccos in zijn Oud en Nieuw Oost-Indiën van 1724. Valentijn maakte Padtbrugge mee als gouverneur van Ambon tijdens zijn bezoek van 1 mei tot 15 juli 1686. Hij beschreef hem als 'een kort heer, niet zeer gezet, in de geneeskunde geoeffend en van een minnelyken ommegang'. Ook was hij een ijverig en gezaghebbend gouverneur, die samen met zijn vrouw Catharina op Ambon voor een levendig sociaal verkeer zorgde. Rond 1700 had Valentijn hem ook nog opgezocht in Amersfoort en bij hem gelogeerd.
Van oktober tot eind december 1682 inspecteerde Padtbrugge Banda vanuit Fort Nassau. Hij constateerde onder andere dat de perkeniers niet alleen nootmuskaat teelden maar ook kruidnagels voor de sluikhandel. Het was de bedoeling dat de productie van kruidnagels tot Ambon beperkt bleef. In zijn rapport gedateerd 23 mei 1683 gaf hij behalve een uitgebreide beschrijving van de eilanden de aanbeveling om aan de perkeniers een vaarverbod op te leggen en de kruidnagelbomen uit te roeien. Hij liet ook instructies achter voor de nieuwe gouverneur Willem van Zijl en vertrok met het oorlogsfregat ‘t Ontroert Ternate naar Ambon, waar hij op 7 januari aankwam.

## Gouverneur van Ambon

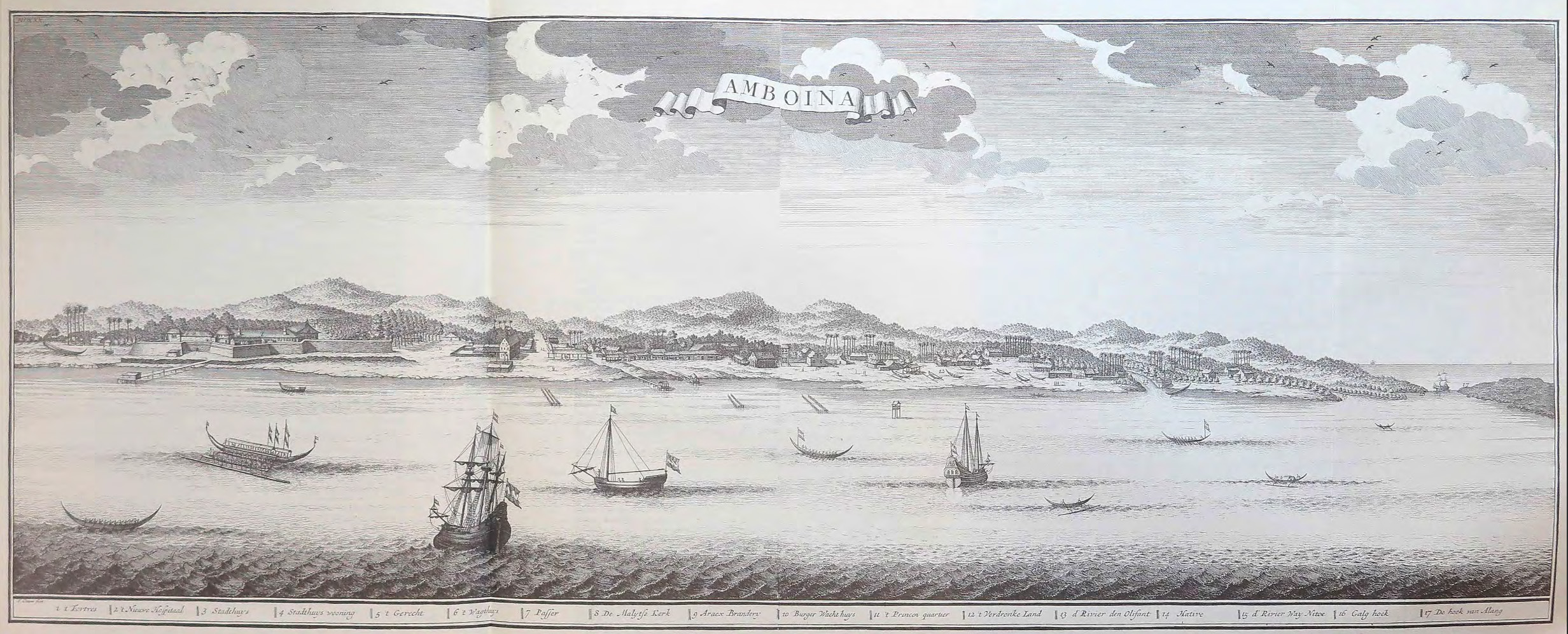
Gezicht op Ambon ca. 1700.

De teelt van de zeldzame kruidnagelbomen was geheel op Ambon geconcentreerd. In combinatie met de lange houdbaarheid van kruidnagels in de Amsterdamse pakhuizen kon zo het marktaanbod in Europa gedoseerd worden om winst te kunnen maken. De productie werd in Padtbrugges vierjarig bestuur verder opgevoerd. Bij aankomst ging hij in het fortje Nootwyck wonen en niet in Kasteel Victoria. Dit vertoonde sinds de aardbeving van 1674 scheuren en moest al jaren nodig gerenoveerd of herbouwd worden. Naar zijn mening was het 'niet veel grooter dan een gemeen herenslot', en kon het vanwege de hoge kosten beter afgeschaft worden als de VOC maar heerser was op zee. Hij hernieuwde tijdens zijn bestuur een groot aantal oude plakkaten in wat bekend kwam te staan als het Compendium Padtbrugge, zoals verboden op hanengevechten en het vernielen van kruidnagelbomen, en vaardigde nieuwe uit, zoals een verbod om slaven in houten of ijzeren boeien te slaan. Hij liet de oude Rumphius toetreden tot de politieke raad van Ambon en steunde hem bij het schrijven van zijn Amboinsche kruidboek. Vanwege zijn eruditie, brede belangstelling en gewoonte om natuurverschijnselen te onderzoeken was hij voor Rumphius een goede gesprekspartner. Toch lagen zij elkaar niet qua karakter en overtuiging, en na een ernstig meningsverschil over een theologische kwestie was er volgens François Valentijn 'tusschen deze twee Heeren noit de rechte vriendschap geweest. Ook was die Heer Landvoogd in 't algemein, 't zy by de Amboineezen, 't zy by de Borgers, niet zeer bemind, zoo, omdat hy wat wonderlyk en eigenzinnig van aard, als omdat hy wat te arbeidzaam na hun zin was’. Een dichter in Batavia, Laurens van Elstland, schreef destijds een klucht, Jan onder de Deecken, opgevoerd ter ere van de vrijzinnige Padtbrugge en Lobs als voorstanders van de scheiding tussen kerk en staat.

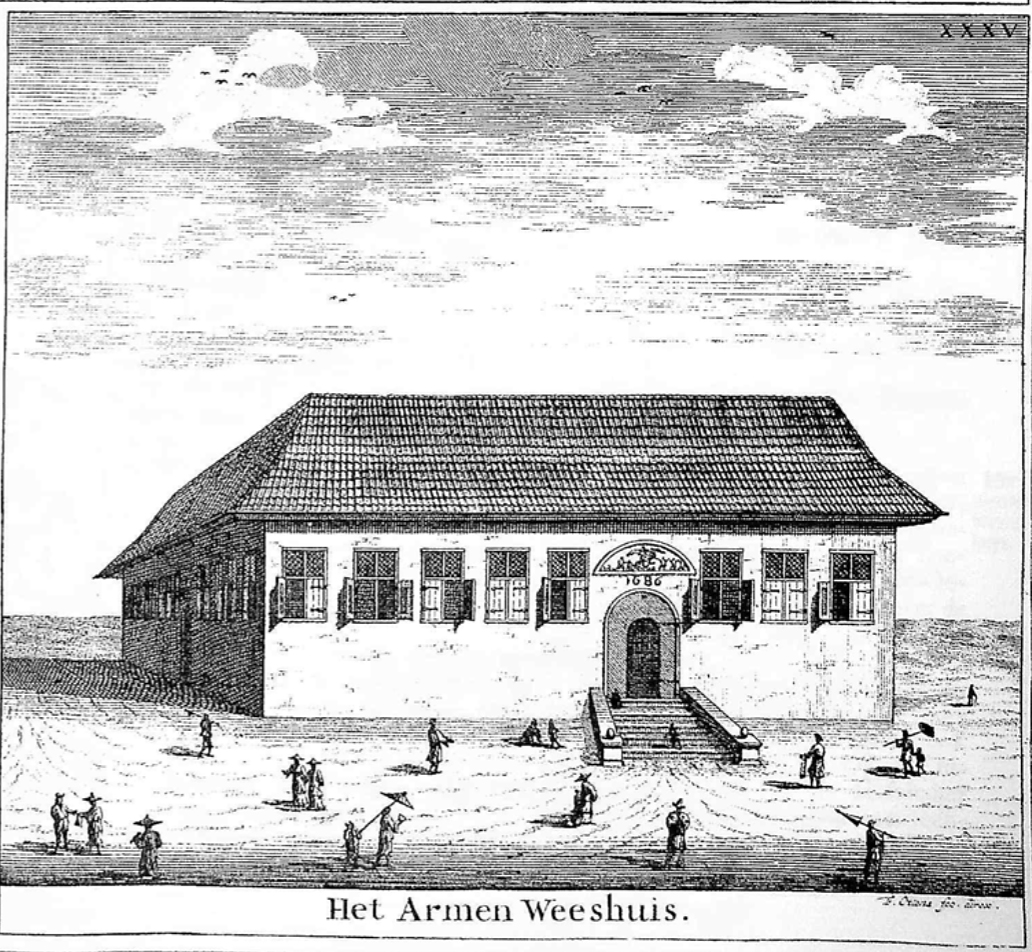
Het armenweeshuis dat Padtbrugge liet bouwen.

Vooral op het gebied van stadsvernieuwing was Padtbrugge actief. Hij liet wegen aanleggen zoals de Heerenstraat, waarbij hij persoonlijk deelnam aan het landmeterswerk. Hij liet bruggen bouwen en liet de stad Kota Ambon omringen met grachten en aarden wallen. Hij liet een 'armen- en weeshuis' bouwen, twee overlast gevende stadsrivieren omleggen, steenbakkerijen en kruitmolens bouwen en de huisvuilverwerking beter organiseren. Zoals Valentijn opmerkte: 'Hy was gestadig bezig, dan met deze dan met gene nieuwe werken, latende veel volk graven, delven, hijen, timmeren en metzelen, om dammen, dyken, water- en kruit-meulens, een corl-huis, schutsluizen, en andere zware werken; zo tot nut als tot cieraad der stad te maken'. Ook stimuleerde hij het maken van goede zeekaarten. Over natuurhistorische onderwerpen correspondeerde hij onder meer met Joan Huydecoper (die hem neef noemde) en stuurde hem regelmatig zeldzame voorwerpen zoals schelpen en opgezette dieren. De bloem Padbruggea in de vlinderbloemenfamilie is naar Padtbrugge genoemd door de botanicus Friedrich Miquel in 1855.

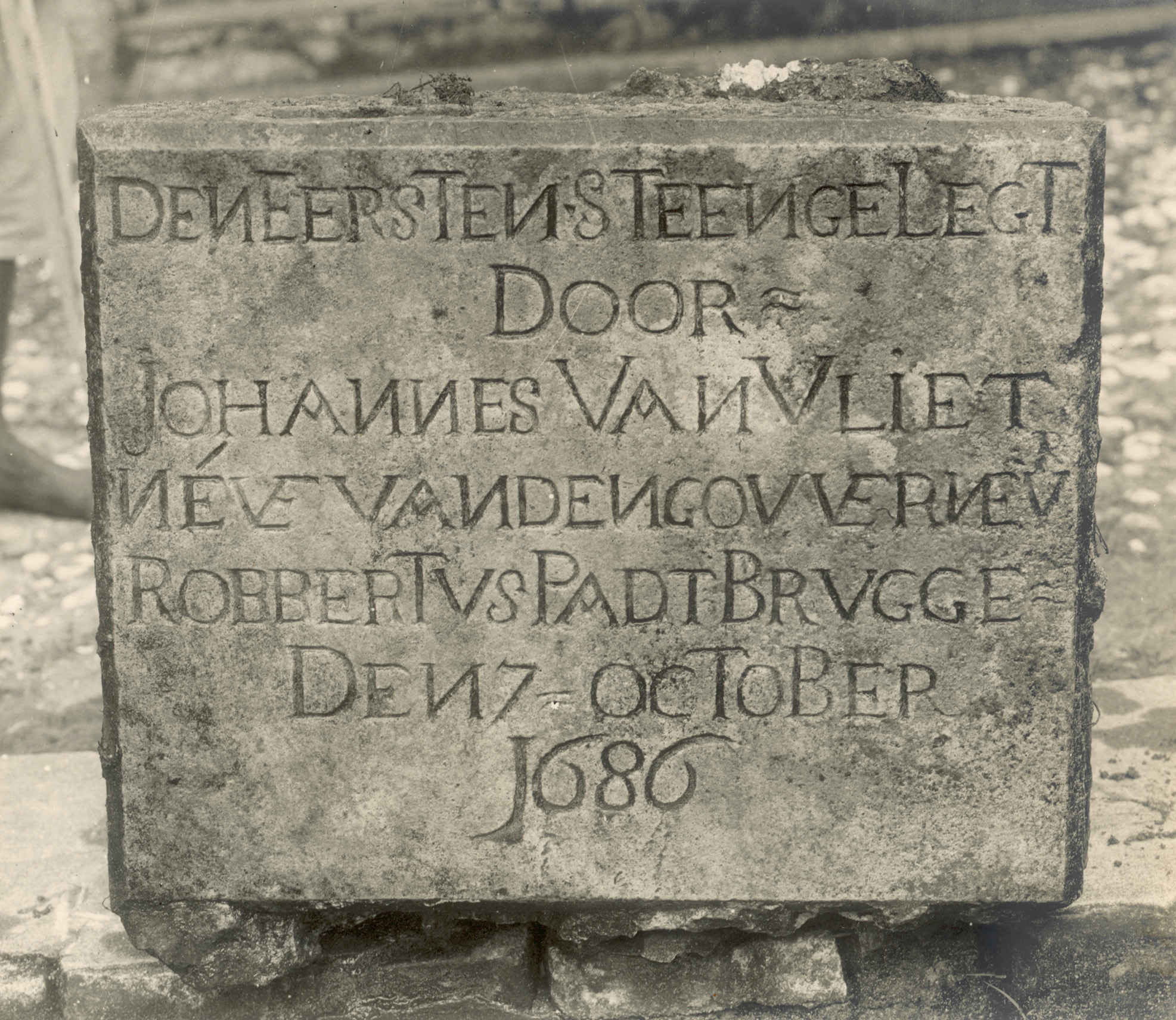
De gedenksteen van de redoute Middelburg op Ambon.

Op 21 juni 1683 trouwde zijn dochter Johanna met de secunde Jeremias van Vliet. Vanwege mogelijke belangenverstrengeling kon Van Vliet niet aanblijven, en het echtpaar vertrok in september 1684 naar Batavia. Dat jaar maakte Padtbrugge een hongitocht van 23 dagen rond het eiland Ceram om kruidnagelsmokkel te bestrijden, en maakte hij met de ‘t Ontroert Ternate een inspectietocht naar de eilanden Buro, Ambelau, Boano en Manipa. Op deze reis liepen hij en Catharina een ziekte op met verlammingsverschijnselen aan handen en benen. Padtbrugge kon zelfs zijn handtekening niet meer zetten. Zijn benen begonnen in de loop van 1685 te herstellen maar hij zou lang ziekelijk blijven. Op 5 oktober van dat jaar werd hij door de Heren XVII benoemd tot extra-ordinair lid van de Raad van Indië. In april 1686 kwam zijn dochter Johanna weer terug uit Batavia met een zoontje, Johannes, maar zonder haar man Jeremias. Die was in februari met Francois Tack aan het hof van Mataram in Kartasura door de bende van Surapati vermoord. De kleine Johannes van Vliet legde op 7 oktober de eerste steen van het nieuwe redoute Middelburg op de landengte tussen Hitu en Leitimor (de Pas Baguala). Het oude uit 1626 daterende stenen huis was door aardbevingen zwaar beschadigd. Er werd ook een poging gedaan om door de landengte een kanaal te graven om de tegenoverliggende baaien met elkaar te verbinden, zodat prauwen niet meer over land gesleept hoefden te worden. Men kwam echter niet verder dan een derde van de afstand. De Ambonese gravers meenden in de grond bloed ontdekt te hebben, wat een slecht voorteken was. De door de graafwerkzaamheden ontstane kreek verkortte wel de sleepafstand.

## Raad van Indië

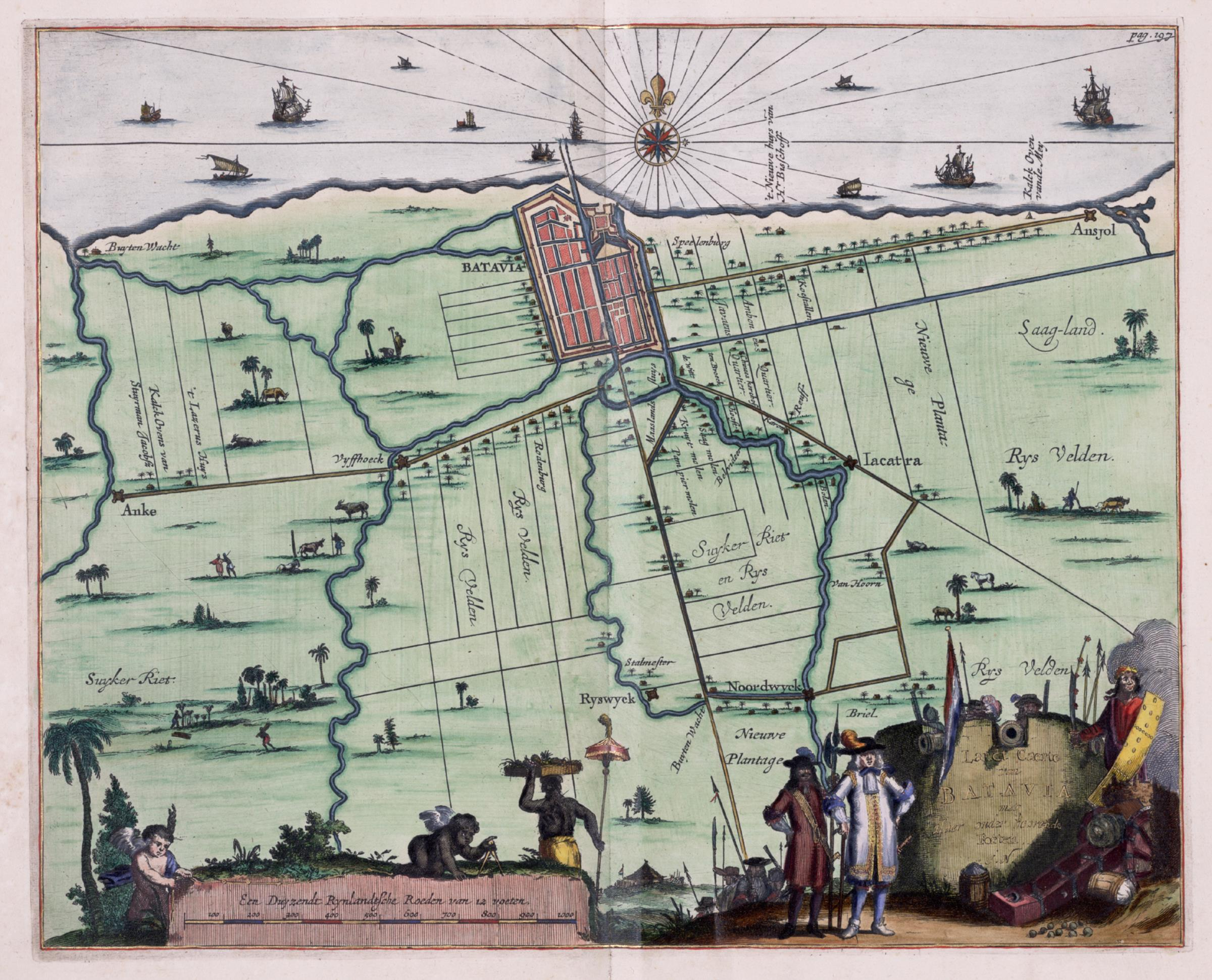
Kaart van Batavia ca. 1680.

Op 15 juli 1686 vroeg Padtbrugge wegens ziekte ontslag van zijn gouverneurschap en wilde hij terugkeren naar Batavia. Op 17 januari gaven gouverneur-generaal Johannes Camphuys en de Raad van Indië toestemming en benoemden hem tot ordinair lid van de Raad. Dirk de Haas werd als zijn opvolger benoemd. Die arriveerde in april op Ambon. Intussen hadden inheemse stamhoofden zonder medeweten van Padtbrugge een klaagschrift naar Batavia gezonden over excessieve herendiensten die aan de bevolking waren opgelegd ten behoeve van de vele publieke werken. Het klaagschrift heeft vermoedelijk weinig invloed gehad op Padtbrugges ontslag, waar hij zelf meerdere malen om gevraagd had. Hij zou de volgende jaren echter veel tijd besteden aan het weerleggen ervan.
Op 18 augustus vertrok Padtbrugge en overhandigde aan De Haas de gebruikelijke memorie van overgave, genaamd 'Pligtschuldig en Nodigh Schriftelijk Berigt'. Ook deze memorie, vanwege zijn verlamming gedicteerd en ondertekend met een zegel, zou heel lang als naslagwerk in gebruik blijven. De Haas had op zijn beurt in juni een rapport naar Batavia gestuurd waarin hij partij trok voor de klagende hoofden en Padtbrugge beschuldigde van geld verspillende maatregelen. Zo zouden zijn voorstellen over het produceren van kruit op Ambon slechts 'flansserijen' zijn.
Padtbrugge kwam op 2 september in Batavia aan en nam vanaf 12 september deel aan de vergaderingen van de Raad. Die was destijds verwikkeld in een factiestrijd tussen Johannes Camphuys en de directeur-generaal Anthonio Hurdt. Omdat Padtbrugge vanwege zijn verlamde en verstijfde vingers geen stukken kon schrijven was zijn bijdrage gering. Wel leverde hij op 5 maart 1688 een gedicteerd verweer tegen de beschuldigingen van De Haas, die hij in felle bewoordingen ontkrachtte en toeschreef aan kwaadsprekerij door leden van de politieke raad van Ambon. Volgens hem had 'niemant buyten verpligtinge een eenigen dag gewerkt'. In december had hij al gevraagd om repatriëring naar Nederland. Camphuys schreef aan de Heren XVII dat Padtbrugge ‘tot desselfs leetwesen, door opgekropt verdriet als in een quijnende siekte geraeckt, geen ander middel tot zijn gesontheyt te weten dan’t aanstaande jaar in’t welnemen na’t vaderlant te keeren’. Op 24 december vertrok hij als commandeur van de retourvloot van zes schepen uit Batavia met zijn vrouw, dochter en kleinzoontje aan boord van het admiraalsschip de Oosterland.

## Amersfoort

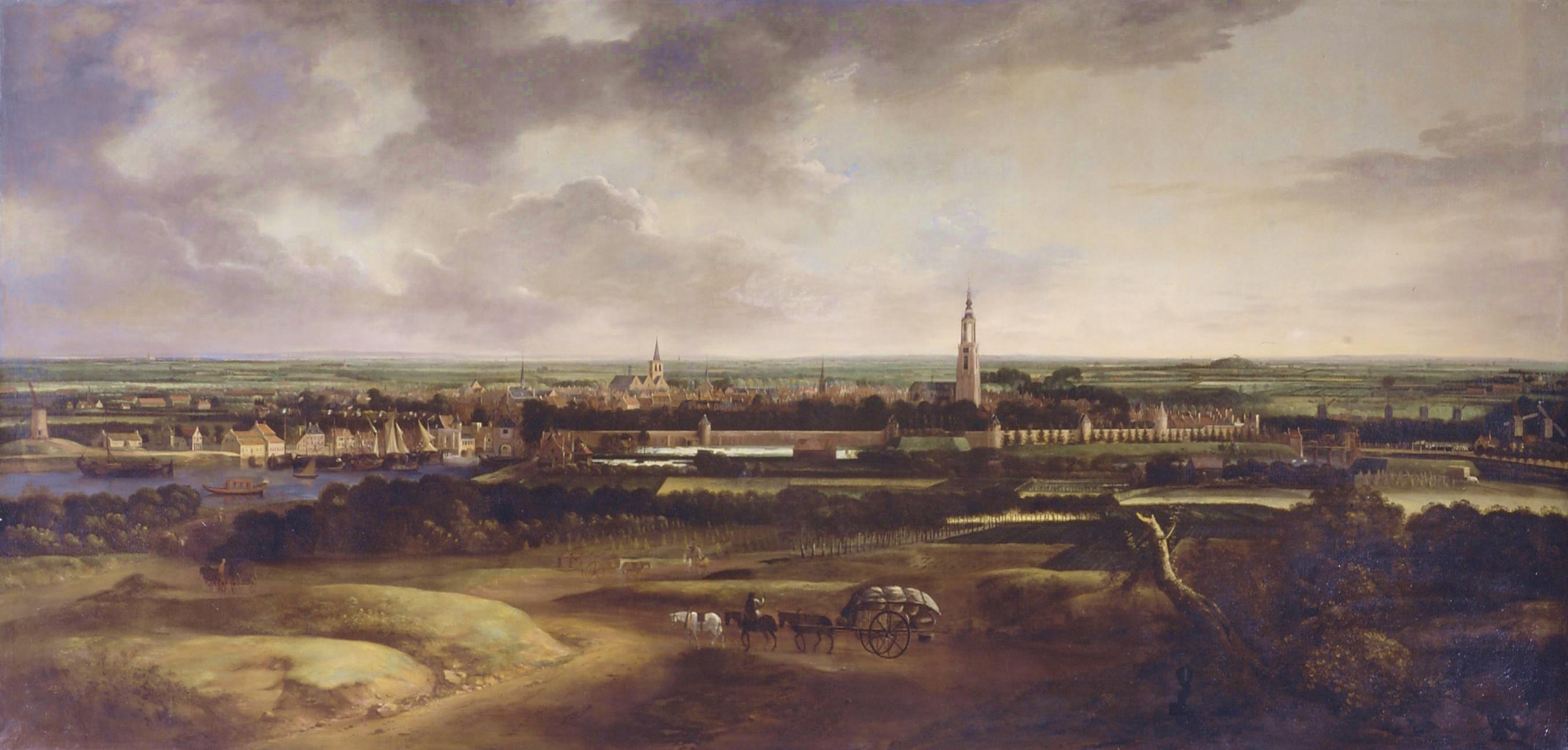
Amersfoort rond 1670.

Aan de Kaap de Goede Hoop voegden zich in maart nog drie retourschepen uit Ceylon bij de vloot. Johanna Padtbrugge hertrouwde er op 3 april met de onderkoopman en fiscaal van de vloot Pieter Elias. Bij het naderen van de Republiek in augustus verzuimde Padtbrugge te wachten op een tegemoet gezonden konvooi van oorlogsschepen omdat hij van andere schepen had vernomen dat de kust veilig was. De Heren XVII vonden dat een ‘inexcutable disobediëntie en overtredinge’ van de instructies en onthielden hem voor straf de gebruikelijke beloning voor het terugbrengen van de retourvloot, een gouden ketting met penning, en betaalden zijn gage voor de duur van de reis niet uit. Padtbrugge erkende dat hij het risico niet had mogen nemen, maar Valentijn schreef later dat hij 'de E. Maatschappy een zeer groote dienst gedaan heeft, hoewel dit by zyn t'huiskomst hem zeer weinig dank geweten, en qualyk beloont is'.
Padtbrugge vestigde zich in de Breestraat in Amersfoort, en wilde eerherstel naar aanleiding van de beschuldigingen uit Ambon. De zaak werd onderzocht door het Haags Besogne, dat alle beschuldigingen ongegrond verklaarde. De Heren XVII spraken Padtbrugge op 25 oktober 1690 vrij en droegen Batavia op om zijn gage die in afwachting van de uitspraak was ingehouden alsnog over te maken. De Raad van Indië beklaagde zich daar over, aangezien Padtbrugge ‘sooveele niettige werken van los sant gemaakt heeft, dat se met het eerste regenmousson wegspoelden’. De aarden wallen van Padtbrugge hadden volgens hen stenen muren moeten zijn, ook al was er al eerder geklaagd dat hij teveel geld had uitgegeven. Dirk de Haas had het onderhoud van de wallen echter met opzet verwaarloosd. Dat sommige water- en verdedigingswerken door de natuur teniet waren gedaan constateerde ook Nicolaas de Graaff, die in augustus 1686 Ambon bezocht: 'Want inde regentijd zijn door de grote afwateringen de Rivieren over de dijkken en dammen gelopen, en de fondamenten, de geheide palen, scheijengen voor de punten, door 't welzand opweld, weggespoeld'.
De uit Batavia nagekomen gage spekte Padtbrugges kapitaal. Zijn VOC-loopbaan had hem uiteindelijk geen windeieren gelegd. Hij kocht in latere jaren nog meerdere buitenverblijven in Nederland, waaronder het landgoed Breevoort. In 1692 maakte hij met Catharina een reis naar Zweden, waar zijn oudste zus Johanna en het gezin van zijn inmiddels overleden broer Dionysius woonde. Catharina, die hem op al zijn reizen vergezeld had, overleed op deze reis. Hij keerde terug in Amersfoort met de dochter van Dionysius, Johanna. Op 12 november hertrouwde hij met Catharina Thiens, een regentendochter uit Amersfoort. Zij kregen hun eerste kind op 1 november 1693, Abigaël. Enkele dagen later overleed zijn dochter Johanna. Ze had veel meegemaakt, maar werd maar 29 jaar oud. Op 19 februari 1694 werd Padtbrugge lid van de vroedschap van Amersfoort. Zijn zwager Gerard Thiens werd toen eerste burgemeester. Op 5 oktober 1695 kreeg hij zijn eerste zoon, Herman. Op 4 april 1698 een tweede, Samuel, en op 8 oktober 1699 een derde, Jan Karel.
Zijn kleinzoon Johan van Vliet werd door Pieter Elias en zijn familie onder de hoede genomen. Hij ging in 1702 in Leiden rechten studeren en was vanaf 1706 eerst advocaat en later bestuurder in Amsterdam. Hij is geportretteerd door Cornelis Troost op zijn schilderij De Regenten van het Aalmoezeniersweeshuis. Hij stierf in oktober 1750.
In de laatste week van oktober 1703 overleed Robertus Padtbrugge. Hij werd begraven in de grafkelder van de familie Thiens in de Sint-Joriskerk.